# La Chaux (Orne)
Pour les articles homonymes, voir La Chaux.
La Chaux est une commune française, située dans le département de l'Orne en région Normandie, peuplée de 53 habitants.

## Géographie

### Localisation
La commune est au sud du pays d'Houlme. Son bourg est à 5,5 km au sud-ouest de Rânes, à 10 km au nord-ouest de La Ferté Macé et à 11 km à l'est de Carrouges.
| Beauvain                                                       | Saint-Georges-d'Annebecq | Rânes        |
| Magny-le-Désert                                                | La Chaux                 | Joué-du-Bois |
| Magny-le-Désert La Motte-Fouquet (sur une vingtaine de mètres) | Joué-du-Bois             | Joué-du-Bois |

### Hydrographie
La commune est traversée par la ligne de partage des eaux entre les bassins hydrographiques Seine-Normandie et Loire-Bretagne. Elle est drainée par la Gourbe,.
La Gourbe, d'une longueur de 24 km, prend sa source dans la commune de Joué-du-Bois et se jette dans la Mayenne à Méhoudin, après avoir traversé huit communes.

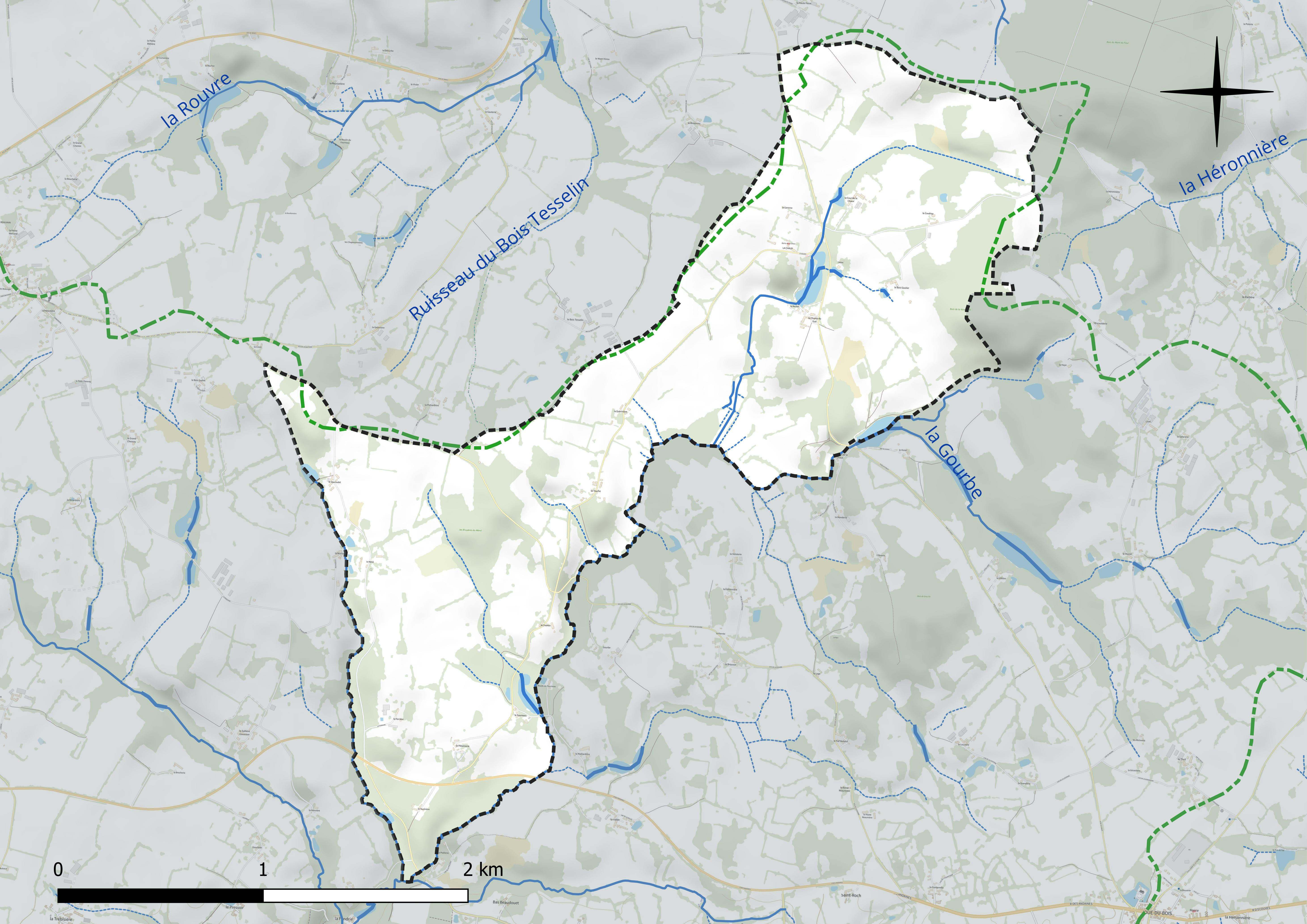
Réseau hydrographique de la Chaux.

### Climat
Pour des articles plus généraux, voir Climat de la Normandie et Climat de l'Orne.
En 2010, le climat de la commune est de type climat océanique altéré, selon une étude du CNRS s'appuyant sur une série de données couvrant la période 1971-2000. En 2020, Météo-France publie une typologie des climats de la France métropolitaine dans laquelle la commune est exposée à un climat océanique et est dans la région climatique Normandie (Cotentin, Orne), caractérisée par une pluviométrie relativement élevée (850 mm/a) et un été frais (15,5 °C) et venté. Parallèlement le GIEC normand, un groupe régional d’experts sur le climat, différencie quant à lui, dans une étude de 2020, trois grands types de climats pour la région Normandie, nuancés à une échelle plus fine par les facteurs géographiques locaux. La commune est, selon ce zonage, exposée à un « climat contrasté des collines », correspondant au Bocage normand, bien arrosé, voire très arrosé sur les reliefs les plus exposés au flux d’ouest, et frais en raison de l’altitude.
Pour la période 1971-2000, la température annuelle moyenne est de 9,8 °C, avec une amplitude thermique annuelle de 13,8 °C. Le cumul annuel moyen de précipitations est de 903 mm, avec 13,5 jours de précipitations en janvier et 7,6 jours en juillet. Pour la période 1991-2020, la température moyenne annuelle observée sur la station météorologique la plus proche, située sur la commune de Briouze à 13 km à vol d'oiseau, est de 10,9 °C et le cumul annuel moyen de précipitations est de 920,5 mm,. Pour l'avenir, les paramètres climatiques de la commune estimés pour 2050 selon différents scénarios d’émission de gaz à effet de serre sont consultables sur un site dédié publié par Météo-France en novembre 2022.

## Urbanisme

### Typologie
Au 1er janvier 2024, La Chaux est catégorisée commune rurale à habitat très dispersé, selon la nouvelle grille communale de densité à sept niveaux définie par l'Insee en 2022.
Elle est située hors unité urbaine.
Par ailleurs la commune fait partie de l'aire d'attraction de la Ferté Macé, dont elle est une commune de la couronne,. Cette aire, qui regroupe 17 communes, est catégorisée dans les aires de moins de 50 000 habitants,.

### Occupation des sols
L'occupation des sols de la commune, telle qu'elle ressort de la base de données européenne d’occupation biophysique des sols Corine Land Cover (CLC), est marquée par l'importance des territoires agricoles (86,4 % en 2018), une proportion identique à celle de 1990 (86,4 %).
La répartition détaillée en 2018 est la suivante : prairies (49,3 %), zones agricoles hétérogènes (25,6 %), forêts (13,6 %), terres arables (11,5 %).

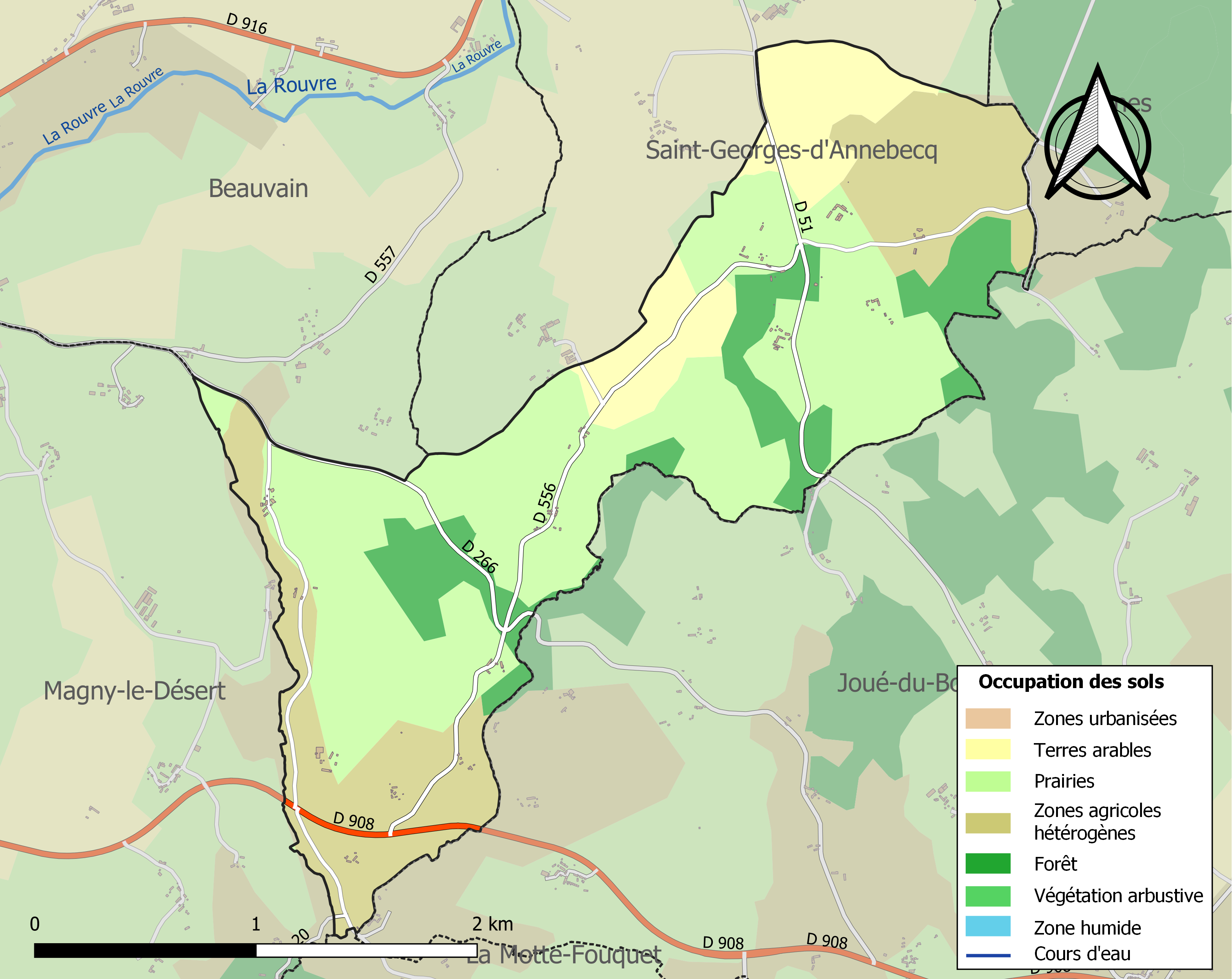
Carte des infrastructures et de l'occupation des sols de la commune en 2018 (CLC).

L'évolution de l’occupation des sols de la commune et de ses infrastructures peut être observée sur les différentes représentations cartographiques du territoire : la carte de Cassini (XVIIIe siècle), la carte d'état-major (1820-1866) et les cartes ou photos aériennes de l'IGN pour la période actuelle (1950 à aujourd'hui).

## Toponymie
Le nom de la localité est attesté sous la forme la Chaux vers 1335.
L'absence de terrain calcaire sur le territoire ne permet pas d'expliquer le toponyme par le latin calx « chaux ».
 
De la racine kal qui a donné calma, mot qui signifie « mont chauve » et qui était utilisé encore au Moyen Âge.

## Histoire
Dans le dernier tiers du XVIe siècle, le bourg a pour capitaine Michel de Montreuil, qui hérita de la terre et seigneurie de Vaugeois à Saint-Ouen-le-Brisoult à la suite de son remariage en 1585 avec Françoise de Mondot, et acquit en 1594 la terre, fief et seigneurie de Tollevast.

## Politique et administration
| Période                                  | Période            | Identité       | Étiquette | Qualité           |
| ---------------------------------------- | ------------------ | -------------- | --------- | ----------------- |
| avant 2001                               | entre 2008 et 2014 | Claude Hiron   | SE        | Agriculteur       |
| entre 2008 et 2014                       | En cours           | Michel Paucton | SE        | Chauffeur routier |
| Les données manquantes sont à compléter. |                    |                |           |                   |

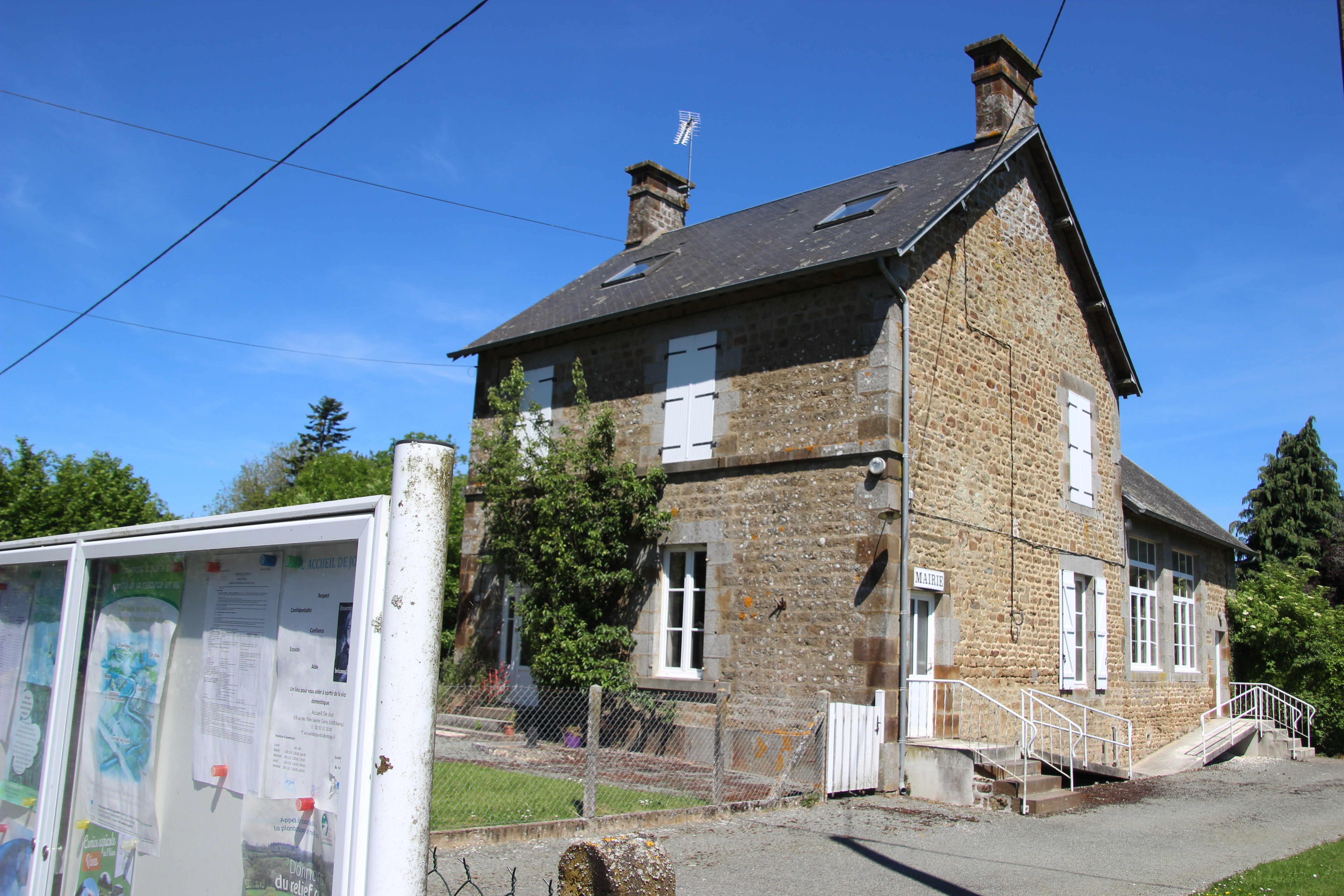
Mairie de La Chaux

Le conseil municipal est composé de sept membres dont le maire et un adjoint.

## Population et société
Les habitants de la commune sont appelés les Caldéens.

### Démographie
L'évolution du nombre d'habitants est connue à travers les recensements de la population effectués dans la commune depuis 1793. Pour les communes de moins de 10 000 habitants, une enquête de recensement portant sur toute la population est réalisée tous les cinq ans, les populations de référence des années intermédiaires étant quant à elles estimées par interpolation ou extrapolation. Pour la commune, le premier recensement exhaustif entrant dans le cadre du nouveau dispositif a été réalisé en 2006.
En 2022, la commune comptait 53 habitants, en évolution de +1,92 % par rapport à 2016 (Orne : −3,21 %, France hors Mayotte : +2,11 %).
La Chaux a compté jusqu'à 278 habitants en 1841.
| 1793 | 1800 | 1806 | 1821 | 1836 | 1841 | 1846 | 1851 | 1856 |
| ---- | ---- | ---- | ---- | ---- | ---- | ---- | ---- | ---- |
| 221  | 226  | 216  | 238  | 257  | 278  | 248  | 226  | 226  |

| 1861 | 1866 | 1872 | 1876 | 1881 | 1886 | 1891 | 1896 | 1901 |
| ---- | ---- | ---- | ---- | ---- | ---- | ---- | ---- | ---- |
| 193  | 195  | 204  | 182  | 182  | 176  | 158  | 138  | 117  |

| 1906 | 1911 | 1921 | 1926 | 1931 | 1936 | 1946 | 1954 | 1962 |
| ---- | ---- | ---- | ---- | ---- | ---- | ---- | ---- | ---- |
| 102  | 101  | 91   | 89   | 94   | 113  | 109  | 111  | 90   |

| 1968 | 1975 | 1982 | 1990 | 1999 | 2006 | 2011 | 2016 | 2021 |
| ---- | ---- | ---- | ---- | ---- | ---- | ---- | ---- | ---- |
| 79   | 69   | 55   | 55   | 53   | 57   | 51   | 52   | 52   |

| 2022 | - | - | - | - | - | - | - | - |
| ---- | - | - | - | - | - | - | - | - |
| 53   | - | - | - | - | - | - | - | - |

## Culture locale et patrimoine

### Lieux et monuments
- Église Saint-Pierre.